# Neuilly-l'Évêque
Neuilly-l'Évêque és un municipi francès situat al departament de l'Alt Marne i a la regió del Gran Est. L'any 2007 tenia 644 habitants.

## Demografia

### Població
El 2007 la població de fet de Neuilly-l'Évêque era de 644 persones. Hi havia 264 famílies de les quals 76 eren unipersonals (12 homes vivint sols i 64 dones vivint soles), 100 parelles sense fills, 76 parelles amb fills i 12 famílies monoparentals amb fills.
La població ha evolucionat segons el següent gràfic:
Habitants censats

### Habitatges
El 2007 hi havia 305 habitatges, 275 eren l'habitatge principal de la família, 14 eren segones residències i 16 estaven desocupats. 276 eren cases i 28 eren apartaments. Dels 275 habitatges principals, 207 estaven ocupats pels seus propietaris, 66 estaven llogats i ocupats pels llogaters i 2 estaven cedits a títol gratuït; 2 tenien una cambra, 10 en tenien dues, 47 en tenien tres, 87 en tenien quatre i 129 en tenien cinc o més. 236 habitatges disposaven pel capbaix d'una plaça de pàrquing. A 133 habitatges hi havia un automòbil i a 107 n'hi havia dos o més.

### Piràmide de població
La piràmide de població per edats i sexe el 2009 era:
| Homes | Edats   | Dones |
| ----- | ------- | ----- |
| 0     | 95 o +  | 0     |
| 0     | 90 a 94 | 0     |
| 0     | 85 a 89 | 4     |
| 8     | 80 a 84 | 8     |
| 12    | 75 a 79 | 24    |
| 24    | 70 a 74 | 8     |
| 20    | 65 a 69 | 32    |
| 4     | 60 a 64 | 12    |
| 4     | 55 a 59 | 12    |
| 12    | 50 a 54 | 16    |
| 12    | 45 a 49 | 24    |
| 40    | 40 a 44 | 44    |
| 32    | 35 a 39 | 28    |
| 8     | 30 a 34 | 12    |
| 4     | 25 a 29 | 12    |
| 12    | 20 a 24 | 0     |
| 36    | 15 a 19 | 32    |
| 24    | 10 a 14 | 24    |
| 24    | 5 a 9   | 32    |
| 8     | 0 a 4   | 16    |

## Economia
El 2007 la població en edat de treballar era de 398 persones, 297 eren actives i 101 eren inactives. De les 297 persones actives 283 estaven ocupades (153 homes i 130 dones) i 14 estaven aturades (3 homes i 11 dones). De les 101 persones inactives 33 estaven jubilades, 36 estaven estudiant i 32 estaven classificades com a «altres inactius».

### Ingressos
El 2009 a Neuilly-l'Évêque hi havia 284 unitats fiscals que integraven 671 persones, la mediana anual d'ingressos fiscals per persona era de 15.576,5 €.

### Activitats econòmiques
Dels 37  establiments que hi havia el 2007, 2 eren d'empreses alimentàries, 2 d'empreses de fabricació de material elèctric, 1 d'una empresa de fabricació d'elements pel transport, 3 d'empreses de fabricació d'altres productes industrials, 4 d'empreses de construcció, 11 d'empreses de comerç i reparació d'automòbils, 5 d'empreses de transport, 2 d'empreses d'hostatgeria i restauració, 1 d'una empresa financera, 3 d'empreses de serveis, 2 d'entitats de l'administració pública i 1 d'una empresa classificada com a «altres activitats de serveis».
Dels 10 establiments de servei als particulars que hi havia el 2009, 1 era una oficina d'administració d'Hisenda pública, 1 oficina de correu, 3 tallers de reparació d'automòbils i de material agrícola, 2 fusteries, 2 lampisteries i 1 perruqueria.
Dels 4 establiments comercials que hi havia el 2009, 1 era una gran superfície de material de bricolatge, 2 fleques i 1 una fleca.
L'any 2000 a Neuilly-l'Évêque hi havia 14 explotacions agrícoles que ocupaven un total de 786 hectàrees.

## Equipaments sanitaris i escolars
L'únic equipament sanitari que hi havia el 2009 era una farmàcia.
El 2009 hi havia 1 escola maternal i 1 escola elemental.

## Poblacions més properes
El següent diagrama mostra les poblacions més properes.